# Kymco Super 8
Kymco Super 8 er en scooter fra producenten Kymco.
Kymco Super 8 findes som EU-scooter, 30 og 45. I to motor udgaver, to-takt og firetakt, begge med 49ccm motorvolume. Desuden som lille motorcykel med en motorvolume på 125ccm.
- 50 cm³-versionen kan erhverves som lille knallert med en maksimal hastighed på 30 km/t eller som en stor knallert med en maksimal hastighed på 45 km/t.
- 125 cm³-versionen registreres i Danmark som en motorcykel.

## Eksterne links
- Kymco Super 8 – scootergrisen.dk
- www.kymco.dk
- www.kymco.com